# Thônex
Thônex – szwajcarskie miasto i gmina (fr. commune; niem. Gemeinde) w kantonie Genewa. 

## Demografia
W Thônex mieszkają 14 573 osoby. W 2020 roku 35,3% populacji gminy stanowiły osoby urodzone poza Szwajcarią.

## Współpraca
Miejscowość partnerska:
- Graveson, Francja

## Transport
Przez teren miasta przebiegają drogi główne nr 111, nr 112 i nr 115.